# Textos funeraris de l'Antic Egipte

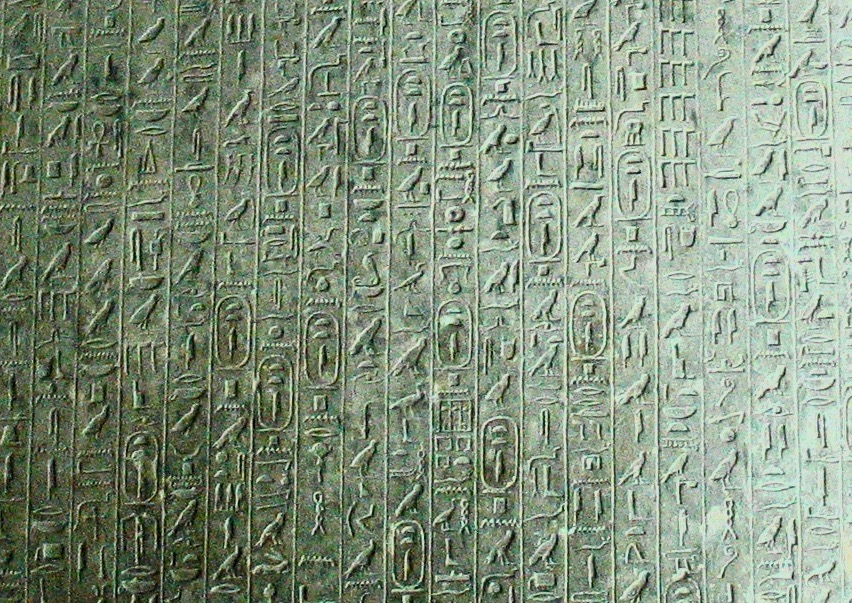
Escrit en jeroglífic de l'interior d'una piràmide.

El conjunt de textos funeraris de l'Antic Egipte representen una col·lecció de documents religiosos destinats a ajudar el difunt a superar el viatge i arribar al més enllà (Duat). Aquests escrits evolucionen durant la història de l'antic Egipte. A l'Imperi Antic es coneixen amb el nom de Textos de les Piràmides, pel lloc on es troben escrits i estan reservats als faraons. A l'Imperi Mitjà el recull de conjurs, rituals i fórmules màgiques es troba sobretot als sarcòfags de la família reial, d'aquí que es coneguin amb el nom de Textos dels Sarcòfags. A l'Imperi Nou, i posteriorment, trobem els documents agrupats en "llibres". Amb el pas del temps, l'ús d'aquests escrits es popularitza i deixen d'estar reservats a la família reial, primer són els nobles i alts funcionaris qui els empra i més tard també hi tenen accés altres classes socials, aquells qui es poden permetre un enterrament ritual d'aquest tipus.

## Imperi Antic
Els textos funeraris de l'Imperi Antic es reserven només per al faraó. A finals d'aquesta època, els textos comencen a aaprèixer a les tombes de les esposes reials.

## Imperi Mitjà
Els Textos dels Sarcòfags són un conjunt d'encanteris que decoren els sarcòfags. Apareixen per primera vegada durant el Primer Període Intermed. Tot i que són hereus dels Textos de les Piràmides, presenten una sèrie d'innovacions respecte a aquells textos més antics, destaca la plasmació de desitjos relatius a la vida quotidiana, fet que reflecteix l'ús dels textos rituals funeraris entre la gent del carrer. Els faraons perden així l'exclusivitat de l'ús dels encanteris funeraris i de l'accés a l'altre món.

## Imperi Nou
- Lletania de Ra
- Llibre dels Morts
- Llibres de l'Inframon:
  - Amduat
  - Encanteri de les Dotze Coves[3]
  - Llibre de les Portes
  - Llibre de l'Inframón
  - Llibre de les Cavernes
  - Llibre de la Terra

### Finals de l'Imperi Nou
Després del període d'Amarna, es comença a emprar un nou grup de textos funeraris. La majoria se centra en representacions de Nut, la deessa del cel. Els textos descriuen el viatge nocturn del Sol qui travessa el cos de Nut, i el naixement del Sol renovat de les entranyes de la deessa al matí. Des de la construcció de la tomba de Ramsès IV, la KV2, dos d'aquests "Llibres del Cel" apareixen representats habitualment, l'un al costat de l'altre, als sostres de les tombes reials.
- Llibres del Cel:
  - Llibre de Nut
  - Llibre del Dia
  - Llibre de la Nit
  - Llibre de la Vaca Celestial

## Període Tardà
- Llibres de la respiració

## Període grecoromà
- Llibre de la Travessia de l'Eternitat[5]